# Marine Expeditionary Unit
Eine Marine Expeditionary Unit (MEU; deutsch Marineexpeditionseinheit; früher Marine Amphibious Unit, MAU) ist der kleinste kombinierte Kampfverband im United States Marine Corps. Der Verband besteht aus etwa 2200 Soldaten, operiert weitgehend selbständig und wird normalerweise von einem Colonel kommandiert.

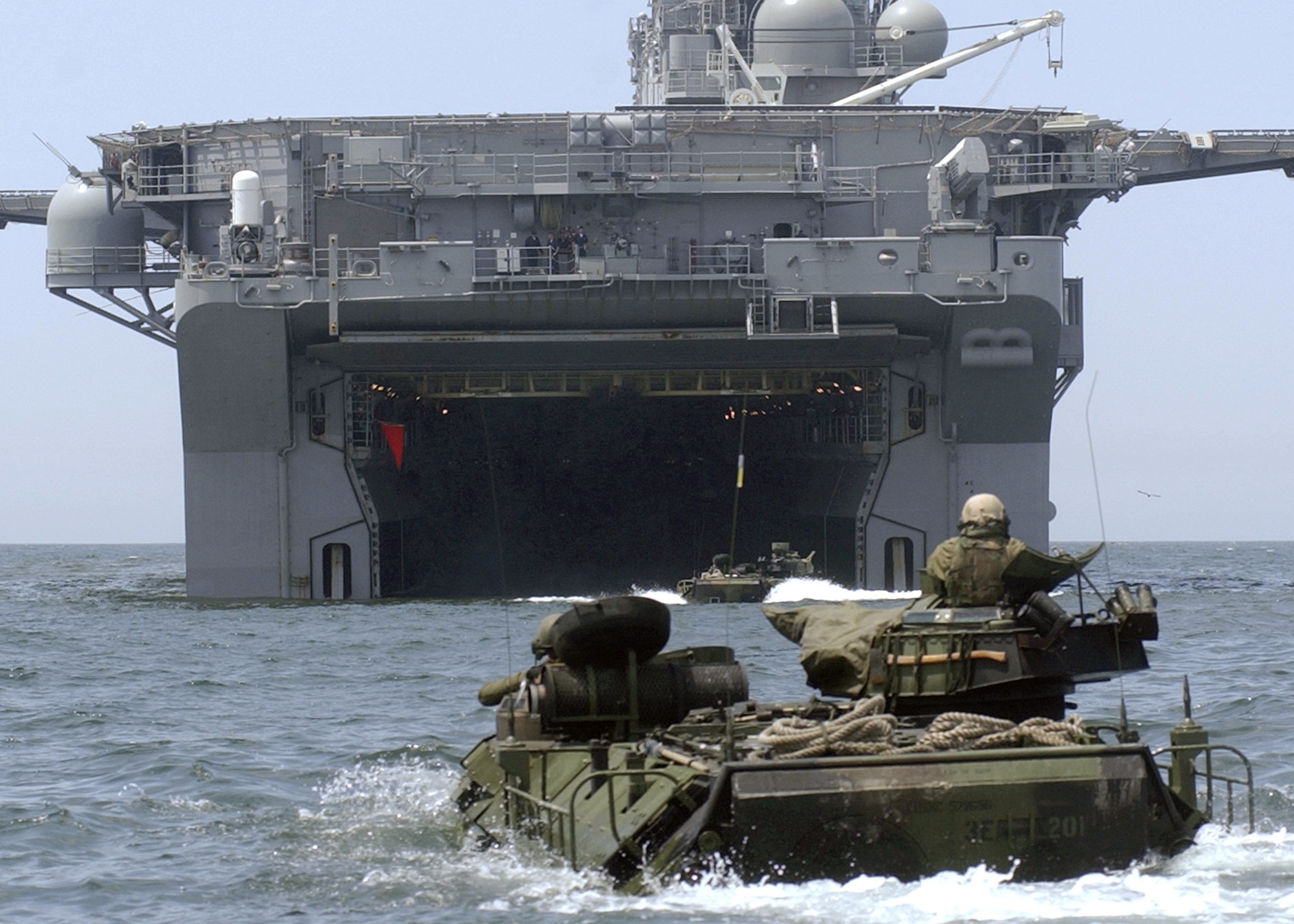
AAV7A1-Schwimmpanzer, Amtrak genannt, nähern sich der hinteren Laderampe eines Amphibious Assault Ship der Wasp-Klasse

## Zusammensetzung
Eine MEU setzt sich aus vier Komponenten zusammen. Diese sind die Stabskomponente (Command Element) mit ungefähr 210 Mann, die Luftkampfkomponente (Aviation Combat Element) mit etwa 310 Mann, die Bodenkampfkomponente (Ground Combat Element) mit rund 1220 Mann und die Versorgungskomponente (Logistics Combat Element) mit etwa 460 Mann. Die genaue Anzahl von unterstellten Einheiten mit Personal und Material variiert in Abhängigkeit von Lage, Auftrag und der Transportkapazität der Landungsschiffe.

### Stabskomponente
Die Stabskomponente bildet der Kommandeur der MEU und eben dessen Stab. Sie kommandiert die anderen drei Komponenten und beinhaltet zudem spezialisierte Abteilungen, z. B. zuständig für maritimes Geschützfeuer.
Der Stab des Kommandeurs setzt sich aus folgendem Personal zusammen:
- Staff Judge Advocate – der höchste Militärjurist der Einheit
- Public Affairs – die Abteilung für Öffentlichkeitsarbeit
- Chaplain – der Kaplan, zuständig für Religionsfragen
- Intelligence – die Aufklärungsabteilung der Einheit
- Operations – der Operationsstab der Einheit
- Logistics – der Logistikstab
- Communications – Spezialisten der Kommunikation und elektronischen Kampfführung

### Bodenkampfkomponente
Die Bodenkampfkomponente wird von einem Battalion Landing Team unter Führung eines Lieutenant Colonel gebildet. Hierbei handelt es sich um ein Infanteriebataillon, das in der Regel um eine Artillerie-Batterie verstärkt wird, und je einen Zug Panzeraufklärer, Amphibische Traktoren, Panzer, Pioniere und Aufklärer.

### Luftkampfkomponente
Die Luftkampfkomponente wird von einer verstärkten Transporthubschrauberstaffel (MV-22, CH-53 und UH-1N) gebildet, der zusätzliche Kampfhubschrauber (AH-1W) und -flugzeuge (AV-8B oder F-35B) sowie Luftunterstützungseinheiten unterstellt werden.

### Versorgungskomponente
Die Versorgungskomponente besteht aus einem Combat Logistics Bataillon und setzt sich wie folgt zusammen:
- Hauptquartier – Kommandostab der Logistik
- Transportation Support Detachment – Transportabteilung
- Supply Detachment – Versorgungsabteilung
- Maintenance Detachment – Wartungsabteilung
- Engineer Support Detachment – Baupionierabteilung
- Health Services Detachment – medizinische und zahnmedizinische Experten
- Military Police Detachment – Militärpolizeieinheit
- Communications Detachment – Kommunikationsabteilung

### Ausrüstung
Eine typische MEU besteht aus rund 2.200 Marines und Seeleuten mit folgender Ausrüstung:
| Anzahl   | Ausrüstung                                                                                                 | Komponente |
| -------- | --- | ---------- |
| 4        | M1A1 Kampfpanzer                                                                                           | Land       |
| 7 bis 16 | Light Armored Vehicle Aufklärungspanzer                                                                    | Land       |
| 15       | AAV-7A1 Assault Amphibious Vehicle (schwimmfähiger gepanzerter Truppentransporter)                         | Land       |
| 6        | 155-mm-Haubitze: M198 oder M777                                                                            | Land       |
| 8        | M252 Mörser                                                                                                | Land       |
| 8        | BGM-71 Panzerabwehrflugkörperwaffensystem                                                                  | Land       |
| 8        | FGM-148 Javelin Panzerabwehrflugkörperwaffensystem                                                         | Land       |
| 4 bis 6  | AH-1 SuperCobra Kampfhelikopter                                                                            | Luft       |
| 3        | UH-1N Twin Huey Helikopter                                                                                 | Luft       |
| 12       | V-22 Osprey Wandelflugzeug                                                                                 | Luft       |
| 4        | CH-53E Super Stallion Helikopter                                                                           | Luft       |
| 6        | AV-8B Harrier Jet                                                                                          | Luft       |
| 2        | C-130J Super Hercules Transportflugzeug Bemerkung: Diese sind in den continental United States stationiert | Luft       |
| 2        | Umkehrosmose Reinigungseinheit                                                                             | Logistik   |
| 1        | LMT 3000 Mobile Trinkwassergewinnungsanlage                                                                | Logistik   |
| 4        | Traktor und Knicklenkung                                                                                   | Logistik   |
| 2        | TX51-19M geländegängiger Gabelstapler                                                                      | Logistik   |
| 3        | Caterpillar D7                                                                                             | Logistik   |
| 1        | Mittelschwerer Muldenkipper                                                                                | Logistik   |
| 4        | Logistisches Fahrzeug                                                                                      | Logistik   |
| 7        | 500-Gallonen-Wassertankcontainer                                                                           | Land       |
| 63       | Humvee | Land       |
| 30       | Mittelschwerer LKW                                                                                         | Land       |

## Maritime Landeoperationen

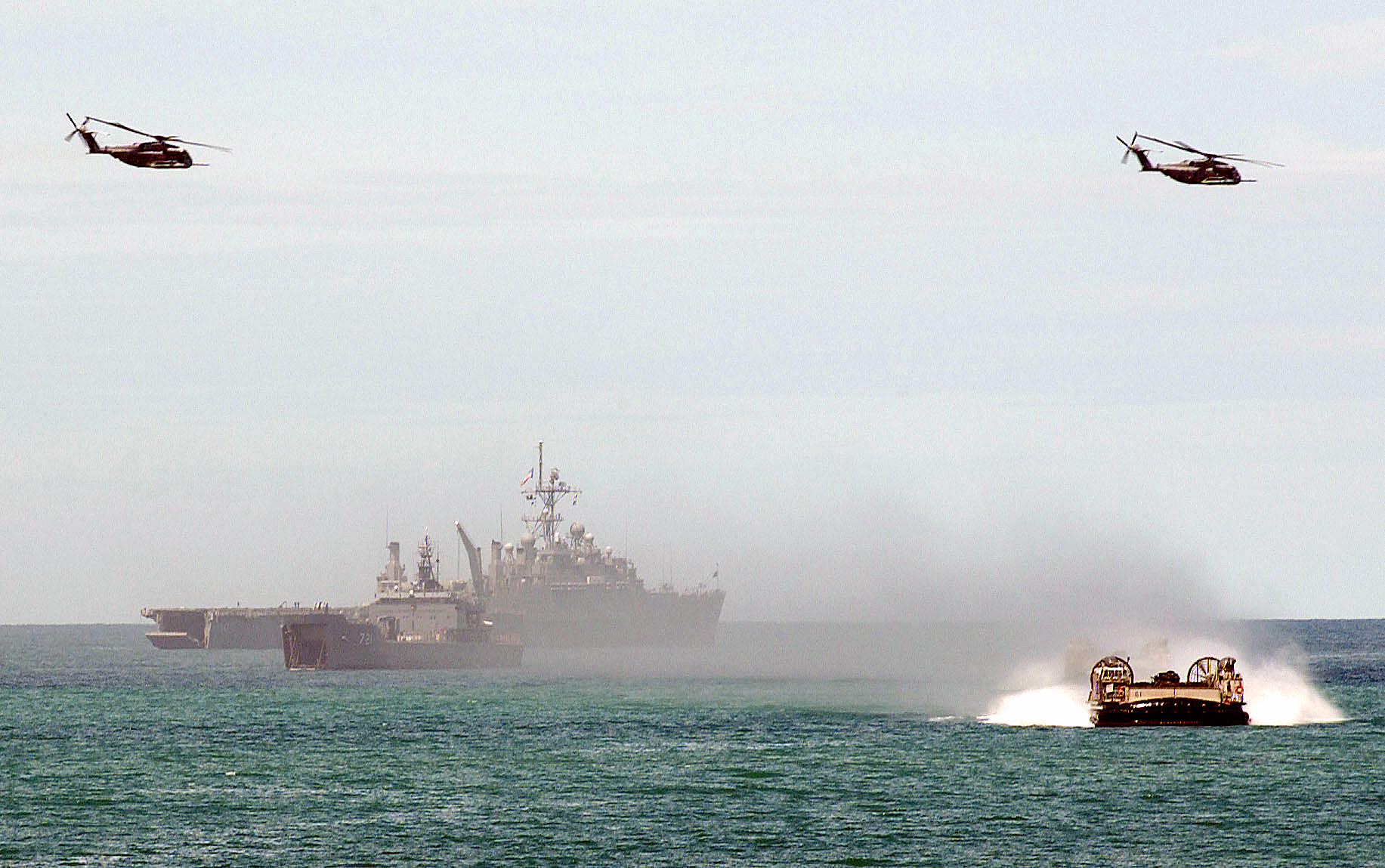
LCAC vor der USS Fort McHenry (LSD-43)

Für Anlandungen kann eine MEU selbstverständlich auch auf die Landungsschiffe der US Navy (USN) zurückgreifen, die sich wie folgt gruppieren: Ein Schiff der America-Klasse (LHA) oder Wasp-Klasse (LHD), unterstützt von einem Landing Ship Dock (LSD) der Whidbey-Island- oder Harpers-Ferry-Klasse und einem Landing Platform Dock (LPD) der San-Antonio-Klasse, sowie die Landungsboote LCAC, LCU oder LSM.
Eingesetzt werden die MEU von den Landungsschiffen der USN (Amphibious Squadron, PHIBRON). Diese werden im Regelfall zusammen mit einem Flugzeugträger und dessen Geleit- und Versorgungsschiffen innerhalb einer Trägerkampfgruppe (Carrier Strike Group, CSG) eingesetzt. Eine MEU kann jedoch auch auf dem Luftweg eingesetzt werden. Dann übernimmt sie im Einsatzgebiet die Ausrüstung von einem Maritime Prepositioning Ship (MPS). Selbstverständlich setzt diese Vorgehensweise die Nutzung eines Hafens voraus.

## Einsatzspektrum
Zum Einsatzspektrum gehören Amphibische Angriffe, Amphibische Überfälle, Scheinangriffe, Ablenkungsüberfälle, Reparatur und Bergung von Luftfahrzeugen und deren Personal (TRAP), Geiselbefreiungen, Sicherungsoperationen, Verdeckte Bergungen und Rettungen (CRO), Vorbereitung einer amphibischen Landung, das Einnehmen von Plattformen und Schiffen auf See, Verdeckte Aufklärung, Elektronische Aufklärung, Evakuierungen, Humanitäre Hilfeleistung aber auch die einfache Demonstration der Macht.

## Liste aller MEUs
Westküste der USA im Camp Pendleton, Kalifornien:
Unter dem Kommando der I. Marine Expeditionary Force
- 11th Marine Expeditionary Unit
- 13th Marine Expeditionary Unit
- 15th Marine Expeditionary Unit

Ostküste der USA im Camp Lejeune, North Carolina:
Unter dem Kommando der II. Marine Expeditionary Force
- 22nd Marine Expeditionary Unit
- 24th Marine Expeditionary Unit
- 26th Marine Expeditionary Unit

Übersee im Camp Hansen auf Okinawa, Japan:
Unter dem Kommando der III. Marine Expeditionary Force
- 31st Marine Expeditionary Unit